# Новиковка (Базарно-Карабулакский район)
 Новиковка — деревня в Базарно-Карабулакском районе Саратовской области в составе сельского поселения Алексеевское муниципальное образование.

## География
Находится на расстоянии примерно 15 километров по прямой на юг-юго-запад от районного центра поселка Базарный Карабулак.

## История
Официальная дата основания 1823 год. По другим данным основана в конце XVII века. Упоминается с 1728 года. Деревянная церковь построена была в 1730 году. В канун отмены крепостного права в Новиковке в 58 домохозяйствах проживало  702 человека. В 1917 году в Новиковке насчитывалось 170 дворов и 1198 жителей.

## Население
Постоянное население составляло 94 человека в 2002 году (русские 82%) , 93 в 2010.

## Инфраструктура
Большинство домов газифицировано. Функционируют средняя школа и детский сад, дом культуры, фельдшерско-акушерский пункт, частные магазины. Главным сельскохозяйственным предприятием является ООО "Ивановское".